# Clyde Tombaugh
Clyde William Tombaugh (ejtsd: klájd viljem tombó) (Streator, Illinois, 1906. február 4. – Las Cruces, Új-Mexikó, 1997. január 17.) amerikai csillagász, a Plútó felfedezője.

## Élete
Tombaugh 1906-ban született az Illinois állambeli Streator közelében egy farmon. Amatőrcsillagász nagybátyja hatására szerette meg a csillagászatot. A gimnázium elvégzése után nem tudott továbbtanulni, mert kellett a munkás kéz otthon.
1926-ban saját kezűleg csiszolt tükréből megépítette az első távcsövét. 1927-ben épített távcsöve már sokkal jobb minőségűre sikerült. 
Az ennek segítségével a Marsról és a Jupiterről készített rajzait elküldte Flagstaffbe V. M. Sliphernek, a Lowell Obszervatórium igazgatójának. Mivel az újonnan beszerzett 13 hüvelykes távcső működtetéséhez Slipher éppen akkor keresett egy megfelelő amatőrcsillagászt, ezen rajzok hatására felvette Tombaugh-t munkatársnak.
Hamvainak egy részét elhelyezték a 2006-ban felbocsátott New Horizons műholdon, mely 2015-ben a tervek szerint megközelíti a Plútót.

## A Plútó felfedezése
Új távcsövet helyeztek üzembe az arizonai Flagstaffben működő Lowell Obszervatóriumban és Clyde Tombaugh, a fiatal amerikai csillagász rendszeresen dolgozni kezdett vele. Munkájának legfontosabb része mozgó objektumok keresése volt a folyamatosan fényképezett égbolton. Ugyanarról a helyről néhány napos eltéréssel készült fényképfelvételeket kellett összehasonlítania. 
Egy alkalommal három előzőleg, 1930. január 21-én, január 23-án és január 29-én készült felvételt hasonlított össze, amikor egy ismeretlen objektumot észlelt, ami 5 fokra volt attól a helytől, ahol egy amerikai csillagász, Percival Lowell, már egy évtizeddel azelőtt számítások alapján megjósolta a kilencedik bolygó, a "Planet X" létét. Clyde Tombaugh a felvételek összehasonlítása alapján azt tapasztalta, hogy az új objektum  elmozdult a körülötte lévő mozdulatlan égitestekhez képest. 1930. március 13-án bejelentették, hogy egy új bolygót találtak a Naprendszerben. A bolygót Plútónak nevezték el, arról a mitológiai alakról, aki a római mitológiában az Alvilág ura.

## Kisbolygó-felfedezések

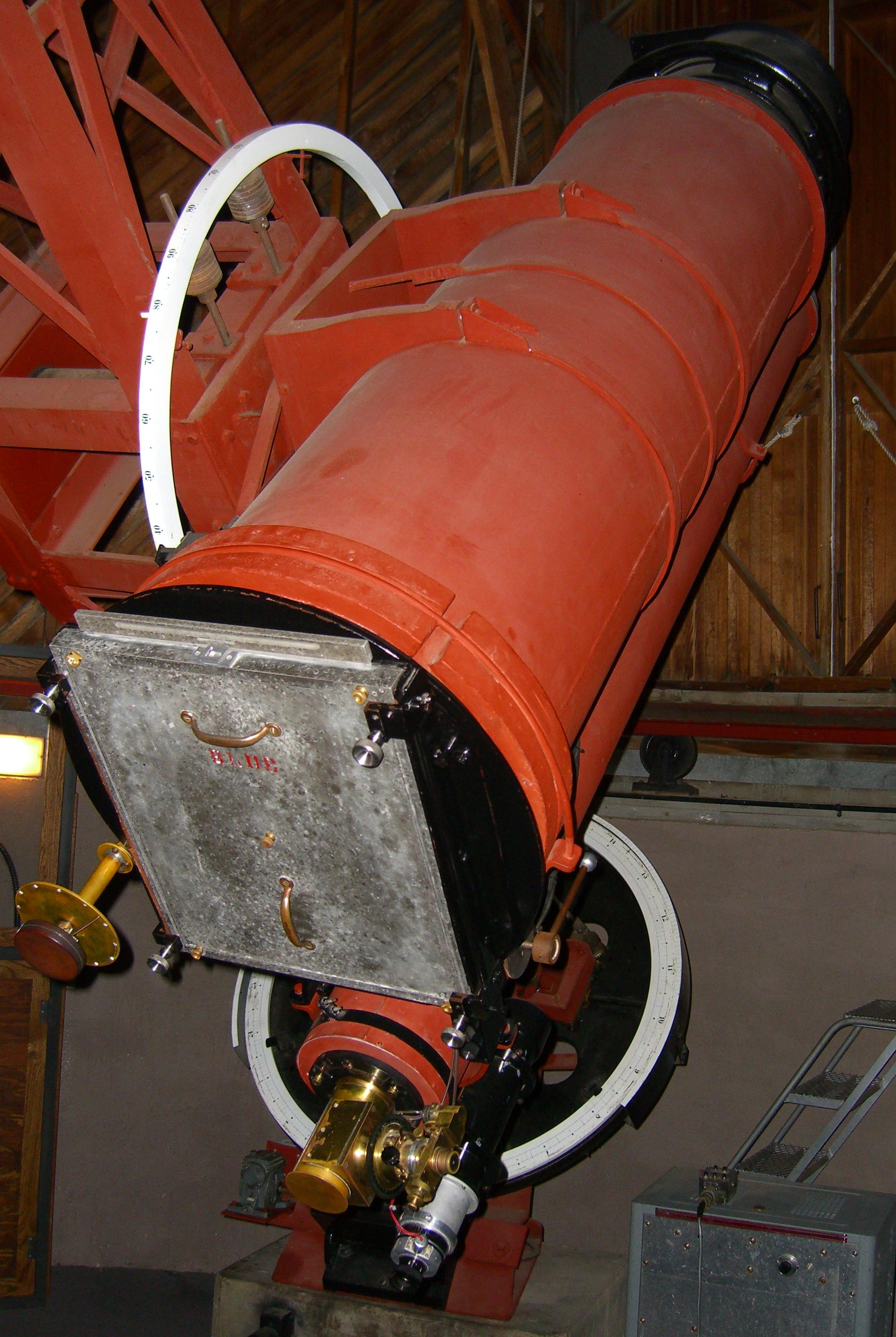
Tombaugh a megfigyeléseihez ezt a 13 hüvelykes távcsövet használta.

Tombaugh megfigyelései során közel 800 kisbolygót fedezett fel.

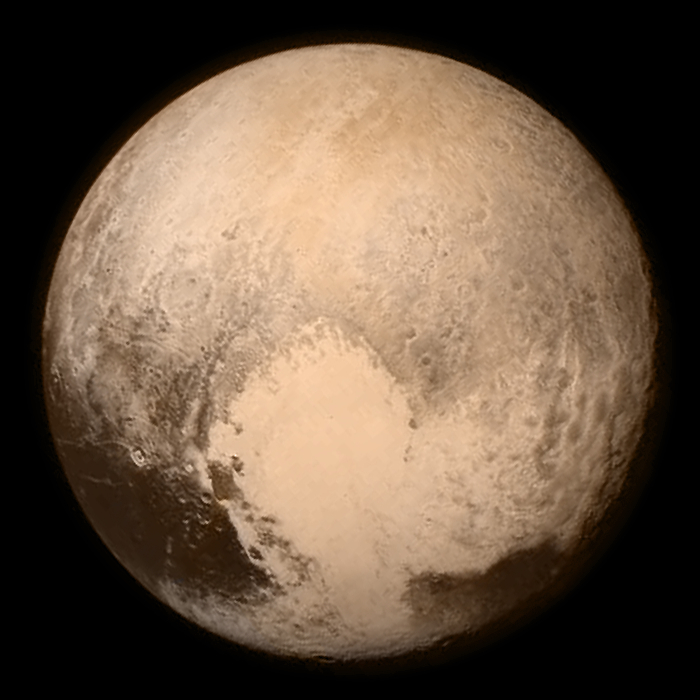
A New Horizons amerikai űrszonda képe a Pluto törpebolygóról (2015.07.13)

Tombaugh felfedezte a C/1931 AN, jelű üstököst, valamint több száz változócsillagot is.
| Név             | Felfedezés           |
| --------------- | -------------------- |
| 2839 Annette    | 1929. október 5.     |
| 2941 Alden      | 1930. december 24.   |
| 3310 Patsy      | 1931. október 9.     |
| 3583 Burdett    | 1929. október 5.     |
| 3754 Kathleen   | 1931. március 16.    |
| 3775 Ellenbeth  | 1931. október 6.     |
| 3824 Brendalee  | 1929. október 5.     |
| 4510 Shawna     | 1930. december 13.   |
| 4755 Nicky      | 1931. október 6.     |
| 5701 Baltuck    | 1929. november 3.    |
| (6618) 1936 SO  | 1936. szeptember 16. |
| (7101) 1930 UX  | 1930. október 17.    |
| 7150 McKellar   | 1929. október 11.    |
| (8778) 1931 TD3 | 1931. október 10.    |